# Certhilauda

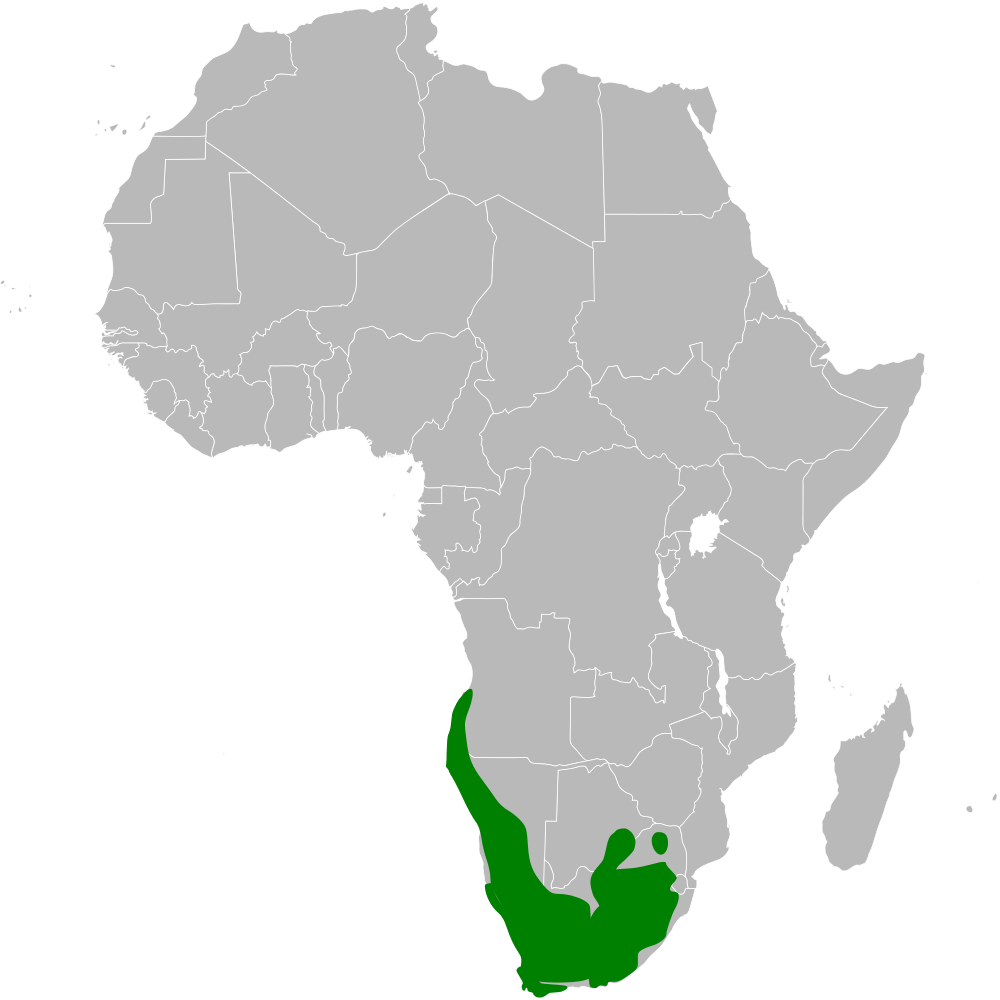
Verbreitungskarte der Gattung Certhilauda

Certhilauda ist eine Gattung aus der Familie der Lerchen. Unter den heute lebenden Vogelarten werden 6 Arten als zu der Gattung gehörig betrachtet. Eine deutsche Bezeichnung hat sich für diese Gattung bislang nicht eingebürgert, aufgrund verhältnismäßig langer Schnäbel werden sie jedoch gelegentlich als Langschnabellerchen bezeichnet.
Das Verbreitungsgebiet aller Arten der Gattung umfasst das südliche Afrika.

## Arten
Folgende Arten gehören zu der Gattung:
- Benguela-Langschnabellerche (Certhilauda benguelensis ([[Richard Bowdler Sharpe|Sharpe]], 1904))
- Agulhas-Langschnabellerche (Certhilauda brevirostris Roberts, 1941)
- Akazien-Langschnabellerche (Certhilauda chuana (Smith, 1836))
- Kap-Langschnabellerche (Certhilauda curvirostris (Hermann, 1783))
- Transkei-Langschnabellerche (Certhilauda semitorquata Smith, 1836)
- Karoo-Langschnabellerche (Certhilauda subcoronata Smith, 1843)